# Bureojin hwasal
Pour plus de détails, voir Fiche technique et Distribution.
Bureojin hwasal (부러진 화살, litt. « flèche brisée ») est un film sud-coréen réalisé par Jeong Ji-yeong, sorti en 2011.

## Synopsis
En 1995, Kim Kyung-ho, un professeur de mathématiques non titulaire, révèle une erreur le suneung, examen très important en Corée du Sud. Les professeurs ayant rédigé le sujet en ressortent humiliés. Quelques années plus tard, Kim Kyung-ho se voit refuser sa titularisation et doit démissionner malgré la qualité de ses travaux de recherche. Il part vivre aux États-Unis.
Des années plus tard, une nouvelle loi permet aux professeurs sud-coréens de porter plainte pour licenciement abusif et il revient alors au pays. Mais en 2007, il perd son procès ainsi que l'appel. Il décide de confronter le juge d'appel et une confrontation physique s'ensuit. Passionné de tir à l'arbalète, Kim Kyung-ho, avait avec lui son arme et est arrêté. L'affaire a un fort retentissement médiatique.

## Fiche technique
- Titre : Bureojin hwasal
- Titre original : 부러진 화살
- Titre anglais : Unbowed
- Réalisation : Jeong Ji-yeong
- Scénario : Han Hyeon-geun et Jeong Ji-yeong
- Musique : Kim Jun-seok
- Photographie : Kim Hyung-koo
- Montage : Kim Sang-bum et Kim Jae-bum
- Production : Jeong Ji-yeong et Kim Ji-yeon
- Société de production : Aura Pictures et Myung Films
- Pays :  Corée du Sud
- Genre : Drame
- Durée : 100 minutes
- Dates de sortie : 
  - Corée du Sud : 9 octobre 2011 (Festival international du film de Busan), 18 janvier 2012

## Distribution
- Ahn Sung-ki : Kim Kyung-ho, le professeur
- Park Won-sang : Park Jun, l'avocat
- Na Young-hee : la femme de Kim Kyung-ho
- Kim Ji-ho : Jang Eun-seo, le journaliste
- Moon Sung-keun : le juge Shin Jae-yeol
- Lee Geung-young : le juge Lee Tae-woo
- Kim Eung-soo : le juge Park Bong-joo
- Jin Kyung : la femme de Park Jun

## Distinctions
Le film a été nommé pour trois Blue Dragon Film Awards et a remporté celui du meilleur réalisateur.